# Arouna Koné
Arouna Koné (Anyama, 11 novembre 1983) è un ex calciatore ivoriano, di ruolo attaccante.

## Carriera

### Club
Ha cominciato a giocare nella squadra della sua città, il Rio Sport. Nel 2002 viene comprato dai belgi del Lierse. Un anno dopo va nei Paesi Bassi, al Roda JC, in cambio di € 1 milione e nel 2005 si trasferisce al PSV in prestito - è riscattato dalla società di Eindhoven a fine stagione per € 9 milioni -, dove riceve la maglia numero 10.
In attacco gioca titolare col peruviano Jefferson Farfán fino al 2007 quando si trasferisce al Siviglia in cambio di € 12 milioni, con la cui maglia non trova però fortuna racimolando poche presenze ed un solo gol, così nel 2010 viene mandato in prestito oneroso all'Hannover 96 per mezzo milione di euro.
Nella stagione 2011-2012 passa invece in prestito al Levante, dove segna subito un importantissimo gol nella partita vinta per 1-0 contro il Real Madrid costringendo le merengues di José Mourinho alla prima sconfitta stagionale in campionato. Successivamente contribuisce al primato in Liga della sua squadra dopo 8 giornate andando a segno anche contro Malaga e Villarreal. Chiuderà la stagione con 15 gol in campionato e 2 nella Coppa del Re.
Al termine della stagione il Levante lo riscatta dal Siviglia, per poi cederlo a titolo definitivo al Wigan per una cifra vicina ai € 3,8 milioni. L'8 luglio 2013 viene acquistato dall'Everton essendo dunque uno dei primi acquisti del nuovo manager dei toffies Roberto Martínez, che lo paga € 7 milioni. Il giocatore ha firmato un contratto triennale. Il 22 ottobre 2013 si infortuna nuovamente al ginocchio, dovendo saltare tutta la stagione 2013-2014. Il 9 giugno 2017 viene reso noto dall'Everton che il giocatore non rinnoverà il contratto.

### Nazionale
Con la maglia della nazionale Under-20 ivoriana ha partecipato ai Mondiali di categoria del 2003, raggiungendo gli ottavi di finale: in quell'occasione mise a segno 3 gol. Con la nazionale maggiore ha debuttato nel 2004: è giunto al secondo posto nella Coppa d'Africa 2006, dietro all'Egitto. Inoltre con gli Elefanti ha partecipato ai Mondiali 2006 in Germania, giocando in attacco con Didier Drogba.

## Statistiche

### Presenze e reti nei club
Statistiche aggiornate al 12 aprile 2020.
| Stagione             | Squadra              | Campionato           | Campionato | Campionato | Coppe nazionali | Coppe nazionali | Coppe nazionali | Coppe continentali | Coppe continentali | Coppe continentali | Altre coppe | Altre coppe | Altre coppe | Totale | Totale |
| Stagione             | Squadra              | Comp                 | Pres       | Reti       | Comp            | Pres            | Reti            | Comp               | Pres               | Reti               | Comp        | Pres        | Reti        | Pres   | Reti   |
| -------------------- | -------------------- | -------------------- | ---------- | ---------- | --------------- | --------------- | --------------- | ------------------ | ------------------ | ------------------ | ----------- | ----------- | ----------- | ------ | ------ |
| 2002-2003            | Lierse               | JL                   | 32         | 11         | CB              | 0               | 0               | -                  | -                  | -                  | -           | -           | -           | 32     | 11     |
| 2003-2004            | Roda JC              | E                    | 28         | 11         | CO              | 0               | 0               |                    | -                  | -                  | -           | -           | -           | 28     | 11     |
| 2004-2005            | Roda JC              | E                    | 33         | 15         | CO              | 0               | 0               | -                  | -                  | -                  | -           | -           | -           | 33     | 15     |
| 2005-2006            | Roda JC              | E                    | 2          | 2          | CO              | 0               | 0               | -                  | -                  | -                  | -           | -           | -           | 2      | 2      |
| Totale Roda          | Totale Roda          | Totale Roda          | 63         | 28         |                 | -               | -               |                    | -                  | -                  |             | -           | -           | 63     | 28     |
| 2005-2006            | PSV                  | ED                   | 21         | 9          | CO              | 1               | 0               | UCL                | 2                  | 0                  | SO          | 0           | 0           | 24     | 9      |
| 2006-2007            | PSV                  | ED                   | 31         | 10         | CO              | -               | -               | UCL                | 9                  | 2                  | SO          | 1           | 0           | 41     | 12     |
| 2007-2008            | PSV                  | ED                   | 1          | 0          | CO              | -               | -               | UCL+CU             | 0                  | 0                  | SO          | 0           | 0           | 1      | 0      |
| Totale PSV Eindhoven | Totale PSV Eindhoven | Totale PSV Eindhoven | 53         | 19         |                 | 1               | 0               |                    | 11                 | 2                  |             | 1           | 0           | 66     | 21     |
| 2007-2008            | Siviglia             | PD                   | 21         | 1          | CR              | 1               | 0               | UCL                | 3                  | 1                  | SS+SU       | -           | -           | 25     | 2      |
| 2008-2009            | Siviglia             | PD                   | 6          | 0          | CR              | 0               | 0               | CU                 | 0                  | 0                  | -           | -           | -           | 6      | 0      |
| 2009-2010            | Siviglia             | PD                   | 12         | 0          | CR              | 2               | 0               | UCL                | 3                  | 0                  | -           | -           | -           | 17     | 0      |
| gen.-giu.2010        | Hannover 96          | BL                   | 8          | 2          | CG              | 0               | 0               | UEL                | 0                  | 0                  | -           | -           | -           | 8      | 2      |
| 2010-2011            | Siviglia             | PD                   | 1          | 0          | CR              | 0               | 0               | UCL+UEL            | 0                  | 0                  | SS          | 0           | 0           | 1      | 0      |
| Totale Siviglia      | Totale Siviglia      | Totale Siviglia      | 40         | 1          |                 | 3               | 0               |                    | 6                  | 1                  |             | -           | -           | 49     | 2      |
| 2011-2012            | Levante              | PD                   | 34         | 15         | CR              | 5               | 2               | -                  | -                  | -                  | -           | -           | -           | 39     | 17     |
| 2012-2013            | Wigan                | PL                   | 34         | 11         | FACup+CdL       | 4+0             | 2+0             | -                  | -                  | -                  | -           | -           | -           | 38     | 13     |
| 2013-2014            | Everton              | PL                   | 5          | 0          | FACup+CdL       | 0+1             | 0+0             | -                  | -                  | -                  | -           | -           | -           | 6      | 0      |
| 2014-2015            | Everton              | PL                   | 12         | 1          | FACup+CdL       | 0               | 0               | UEL                | 4                  | 0                  | -           | -           | -           | 16     | 1      |
| 2015-2016            | Everton              | PL                   | 25         | 5          | FACup+CdL       | 2+4             | 2+0             |                    | -                  | -                  | -           | -           | -           | 31     | 7      |
| 2016-2017            | Everton              | PL                   | 6          | 0          | FACup+CdL       | 1+2             | 0+2             |                    | -                  | -                  | -           | -           | -           | 9      | 3      |
| Totale Everton       | Totale Everton       | Totale Everton       | 48         | 6          |                 | 10              | 4               |                    | 4                  | 0                  |             | -           | -           | 62     | 10     |
| 2017-2018            | Sivasspor            | SL                   | 33         | 13         | TK              | 0               | 0               | -                  | -                  | -                  | -           | -           | -           | 33     | 13     |
| 2018-2019            | Sivasspor            | SL                   | 26         | 10         | TK              | 1               | 1               | -                  | -                  | -                  | -           | -           | -           | 27     | 11     |
| 2019-2020            | Sivasspor            | SL                   | 29         | 7          | TK              | 4               | 0               | -                  | -                  | -                  | -           | -           | -           | 33     | 7      |
| 2020-2021            | Sivasspor            | SL                   | 33         | 1          | TK              | 3               | 0               | UEL                | 5                  | 2                  | -           | -           | -           | 41     | 3      |
| Totale Sivasspor     | Totale Sivasspor     | Totale Sivasspor     | 121        | 31         |                 | 8               | 1               |                    | 5                  | 2                  |             | -           | -           | 134    | 34     |
| Totale carriera      | Totale carriera      | Totale carriera      | 433        | 124        |                 | 31              | 9               |                    | 23                 | 5                  |             | 1           | 0           | 488    | 138    |

### Cronologia presenze e reti in nazionale
| Cronologia completa delle presenze e delle reti in nazionale ― Costa d'Avorio | Cronologia completa delle presenze e delle reti in nazionale ― Costa d'Avorio | Cronologia completa delle presenze e delle reti in nazionale ― Costa d'Avorio | Cronologia completa delle presenze e delle reti in nazionale ― Costa d'Avorio | Cronologia completa delle presenze e delle reti in nazionale ― Costa d'Avorio | Cronologia completa delle presenze e delle reti in nazionale ― Costa d'Avorio | Cronologia completa delle presenze e delle reti in nazionale ― Costa d'Avorio | Cronologia completa delle presenze e delle reti in nazionale ― Costa d'Avorio |
| Data                                                                          | Città                                                                         | In casa                                                                       | Risultato                                                                     | Ospiti                                                                        | Competizione                                                                  | Reti                                                                          | Note                                                                          |
| ----------------------------------------------------------------------------- | ----------------------------------------------------------------------------- | ----------------------------------------------------------------------------- | ----------------------------------------------------------------------------- | ----------------------------------------------------------------------------- | ----------------------------------------------------------------------------- | ----------------------------------------------------------------------------- | ----------------------------------------------------------------------------- |
| 31-3-2004                                                                     | Tunisi                                                                        | Tunisia                                                                       | 0 – 2                                                                         | Costa d'Avorio                                                                | Amichevole                                                                    | -                                                                             | 67’                                                                           |
| 28-4-2004                                                                     | Aix-les-Bains                                                                 | Guinea                                                                        | 2 – 4                                                                         | Costa d'Avorio                                                                | Amichevole                                                                    | -                                                                             | Ingresso                                                                      |
| 6-6-2004                                                                      | Abidjan                                                                       | Costa d'Avorio                                                                | 2 – 0                                                                         | Libia                                                                         | Qual. Mondiali 2006                                                           | -                                                                             | 86’                                                                           |
| 4-7-2004                                                                      | Yaoundé                                                                       | Camerun                                                                       | 2 – 0                                                                         | Costa d'Avorio                                                                | Qual. Mondiali 2006                                                           | -                                                                             | 83’                                                                           |
| 10-10-2004                                                                    | Cotonou                                                                       | Benin                                                                         | 0 – 1                                                                         | Costa d'Avorio                                                                | Qual. Mondiali 2006                                                           | -                                                                             | 79’                                                                           |
| 8-10-2005                                                                     | Omdurman                                                                      | Sudan                                                                         | 1 – 3                                                                         | Costa d'Avorio                                                                | Qual. Mondiali 2006                                                           | -                                                                             | 90’                                                                           |
| 12-11-2005                                                                    | Basilea                                                                       | Romania                                                                       | 1 – 2                                                                         | Costa d'Avorio                                                                | Amichevole                                                                    | 1                                                                             | 72’                                                                           |
| 16-11-2005                                                                    | Ginevra                                                                       | Italia                                                                        | 1 – 1                                                                         | Costa d'Avorio                                                                | Amichevole                                                                    | -                                                                             | 73’                                                                           |
| 24-1-2006                                                                     | Il Cairo                                                                      | Costa d'Avorio                                                                | 2 – 1                                                                         | Libia                                                                         | Coppa d'Africa 2006 - 1º turno                                                | -                                                                             | 82’                                                                           |
| 28-1-2006                                                                     | Il Cairo                                                                      | Egitto                                                                        | 3 – 1                                                                         | Costa d'Avorio                                                                | Coppa d'Africa 2006 - 1º turno                                                | 1                                                                             |                                                                               |
| 4-2-2006                                                                      | Il Cairo                                                                      | Camerun                                                                       | 0 – 0 dts (11 – 12 dtr)                                                       | Costa d'Avorio                                                                | Coppa d'Africa 2006 - Quarti di finale                                        | -                                                                             |                                                                               |
| 7-2-2006                                                                      | Alessandria d'Egitto                                                          | Nigeria                                                                       | 0 – 1                                                                         | Costa d'Avorio                                                                | Coppa d'Africa 2006 - Semifinale                                              | -                                                                             | 76’                                                                           |
| 10-2-2006                                                                     | Il Cairo                                                                      | Egitto                                                                        | 0 – 0 dts (4 – 2 dtr)                                                         | Costa d'Avorio                                                                | Coppa d'Africa 2006 - Finale                                                  | -                                                                             |                                                                               |
| 1-3-2006                                                                      | Bilbao                                                                        | Spagna                                                                        | 3 – 2                                                                         | Costa d'Avorio                                                                | Amichevole                                                                    | -                                                                             | 72’                                                                           |
| 27-5-2006                                                                     | Losanna                                                                       | Svizzera                                                                      | 1 – 1                                                                         | Costa d'Avorio                                                                | Amichevole                                                                    | -                                                                             | 65’                                                                           |
| 30-5-2006                                                                     | Vittel                                                                        | Costa d'Avorio                                                                | 1 – 1                                                                         | Cile                                                                          | Amichevole                                                                    | -                                                                             | 67’                                                                           |
| 4-6-2006                                                                      | Bondoufle                                                                     | Costa d'Avorio                                                                | 3 – 0                                                                         | Slovenia                                                                      | Amichevole                                                                    | -                                                                             | 64’                                                                           |
| 10-6-2006                                                                     | Amburgo                                                                       | Argentina                                                                     | 2 – 1                                                                         | Costa d'Avorio                                                                | Mondiali 2006 - 1º turno                                                      | -                                                                             | 77’                                                                           |
| 16-6-2006                                                                     | Stoccarda                                                                     | Paesi Bassi                                                                   | 2 – 1                                                                         | Costa d'Avorio                                                                | Mondiali 2006 - 1º turno                                                      | -                                                                             | 73’                                                                           |
| 21-6-2006                                                                     | Monaco di Baviera                                                             | Costa d'Avorio                                                                | 3 – 2                                                                         | Serbia e Montenegro                                                           | Mondiali 2006 - 1º turno                                                      | -                                                                             |                                                                               |
| 16-8-2006                                                                     | Dakar                                                                         | Senegal                                                                       | 1 – 0                                                                         | Costa d'Avorio                                                                | Amichevole                                                                    | -                                                                             | 46’                                                                           |
| 8-10-2006                                                                     | Abidjan                                                                       | Costa d'Avorio                                                                | 5 – 0                                                                         | Gabon                                                                         | Qual. Coppa d'Africa 2008                                                     | 3                                                                             |                                                                               |
| 15-11-2006                                                                    | Stoccolma                                                                     | Svezia                                                                        | 0 – 1                                                                         | Costa d'Avorio                                                                | Amichevole                                                                    | -                                                                             | 46’                                                                           |
| 6-2-2007                                                                      | Conakry                                                                       | Guinea                                                                        | 0 – 1                                                                         | Costa d'Avorio                                                                | Amichevole                                                                    | -                                                                             | 80’                                                                           |
| 3-6-2007                                                                      | Bouaké                                                                        | Costa d'Avorio                                                                | 5 – 0                                                                         | Madagascar                                                                    | Qual. Coppa d'Africa 2008                                                     | 2                                                                             |                                                                               |
| 8-9-2007                                                                      | Libreville                                                                    | Gabon                                                                         | 0 – 0                                                                         | Costa d'Avorio                                                                | Qual. Coppa d'Africa 2008                                                     | -                                                                             | 80’                                                                           |
| 17-10-2007                                                                    | Innsbruck                                                                     | Austria                                                                       | 2 – 3                                                                         | Costa d'Avorio                                                                | Amichevole                                                                    | -                                                                             | 71’                                                                           |
| 17-11-2007                                                                    | Abidjan                                                                       | Costa d'Avorio                                                                | 2 – 1                                                                         | Somalia                                                                       | Amichevole                                                                    | -                                                                             | 64’                                                                           |
| 21-11-2007                                                                    | Doha                                                                          | Qatar                                                                         | 1 – 6                                                                         | Costa d'Avorio                                                                | Amichevole                                                                    | 2                                                                             |                                                                               |
| 12-1-2008                                                                     | Al Kuwait                                                                     | Kuwait                                                                        | 0 – 2                                                                         | Costa d'Avorio                                                                | Amichevole                                                                    | -                                                                             | 46’                                                                           |
| 29-1-2008                                                                     | Accra                                                                         | Mali                                                                          | 0 – 3                                                                         | Costa d'Avorio                                                                | Coppa d'Africa 2008 - 1º turno                                                | -                                                                             |                                                                               |
| 3-2-2008                                                                      | Sekondi-Takoradi                                                              | Costa d'Avorio                                                                | 5 – 0                                                                         | Guinea                                                                        | Coppa d'Africa 2008 - Quarti di finale                                        | -                                                                             | 70’                                                                           |
| 7-2-2008                                                                      | Sekondi-Takoradi                                                              | Egitto                                                                        | 4 – 1                                                                         | Costa d'Avorio                                                                | Coppa d'Africa 2008 - Semifinale                                              | -                                                                             | 78’                                                                           |
| 20-8-2008                                                                     | Chantilly                                                                     | Guinea                                                                        | 1 – 2                                                                         | Costa d'Avorio                                                                | Amichevole                                                                    | -                                                                             | 75’                                                                           |
| 12-8-2009                                                                     | Susa                                                                          | Tunisia                                                                       | 0 – 0                                                                         | Costa d'Avorio                                                                | Amichevole                                                                    | -                                                                             |                                                                               |
| 8-9-2012                                                                      | Abidjan                                                                       | Costa d'Avorio                                                                | 4 – 2                                                                         | Senegal                                                                       | Qual. Coppa d'Africa 2013                                                     | -                                                                             | 75’                                                                           |
| 14-11-2012                                                                    | Linz                                                                          | Austria                                                                       | 0 – 3                                                                         | Costa d'Avorio                                                                | Amichevole                                                                    | -                                                                             | 59’                                                                           |
| 30-1-2013                                                                     | Rustenburg                                                                    | Algeria                                                                       | 2 – 2                                                                         | Costa d'Avorio                                                                | Coppa d'Africa 2013 - 1º turno                                                | -                                                                             |                                                                               |
| 23-3-2013                                                                     | Abidjan                                                                       | Costa d'Avorio                                                                | 3 – 0                                                                         | Gambia                                                                        | Qual. Mondiali 2014                                                           | -                                                                             | 76’                                                                           |
| Totale                                                                        |                                                                               | Presenze                                                                      | 39                                                                            |                                                                               | Reti                                                                          | 9                                                                             |                                                                               |

## Palmarès

### Competizioni nazionali
- Campionato olandese: 2

PSV: 2005-2006, 2006-2007
- Coppa d'Inghilterra: 1

Wigan: 2012-2013